# Atsuo Nakamura
Atsuo Nakamura (中村敦夫, Nakamura Atsuo), né le 18 février 1940, est un acteur, écrivain et homme politique japonais. Il a notamment été élu à la Chambre des conseillers, et a été le porte-parole du Nouveau parti pionnier ainsi que de l'Assemblée Verte.

## Biographie

### Jeunesse
Fils aîné, il adopte le nom de sa mère au divorce de ses parents. Il part se réfugier avec sa famille dans la préfecture de Fukushima lors du bombardement de Tokyo, il ne rejoint la capitale que pour finir le lycée. Il intègre ensuite l'Université de Tokyo des études étrangères où il apprend l'indonésien, ce qui l'incitera plus tard à écrire certains ouvrages sur l'Asie du sud-est.

### Parcours politique
Il interrompt toutefois ses études pour aller étudier le théâtre. C'est par ses relations qu'il s'initie à la politique, et se rapproche dans un premier temps de l'extrême gauche, finissant par se sentir des affinités avec le trotskisme.
À partir des années 1980-1990, il affiche des idéaux plus modérés en apportant son soutien au Nouveau parti pionnier, puis se fait élire député à la Chambre des conseillers en 1998 en tant que candidat sans étiquette dans la circonscription de Tokyo. La même année, il assume le porte-parolat du Nouveau parti pionnier, puis de l'Assemblée Verte au début des années 2000. Il échoue avec huit autres candidats à l'échéance électorale suivante, en 2004.
Depuis l'accident nucléaire de Fukushima, il fait partie des personnalités les plus visibles prenant part aux mouvements d'opposition au nucléaire civil dans le pays.

## Filmographie sélective

### Comme acteur
- 1964 : Kwaïdan (film, 1964) (怪談, Kaidan?) de Masaki Kobayashi
- 1968 : Kill, la Forteresse des samouraïs (斬る, Kill?) de Kihachi Okamoto
- 1971 : La Cérémonie (film, 1971) (儀式, Gishiki?) de Nagisa Ōshima
- 1993 : Le Retour de Monjiro Kogarashi (帰って来た木枯し紋次郎, Kaettekita Kogarashi Monjirō?) de Kon Ichikawa : Monjirō Kogarashi
- 2005 : Le Château ambulant (ハウルの動く城[Hauru no ugoku shiro?) de Hayao Miyazaki : narrateur (voix originale)

### Comme scénariste
- 1993 : Le Retour de Monjiro Kogarashi (帰って来た木枯し紋次郎, Kaettekita Kogarashi Monjirō?) de Kon Ichikawa